# 霍華德湖 (阿拉巴馬州)
霍華德湖（英語：Lake Howard）是一個位於美國阿拉巴馬州迪卡爾布縣的非建制地區。該地的面積和人口皆未知。

## 地理
霍華德湖的座標為34°30′25″N 85°36′42″W / 34.50694°N 85.61166°W，而該地最高點為海拔高度450米（即1470英尺）。